# Úpice
Úpice (en allemand : Eipel) est une ville du district de Trutnov, dans la région de Hradec Králové, en Tchéquie. Sa population s'élevait à 5 500 habitants en 2024.

## Géographie
Úpice se trouve à 10 km au sud-est de Trutnov, à 37 km au nord-nord-est de Hradec Králové et à 123 km à l'est-nord-est de Prague.
La commune est limitée par Trutnov à l'ouest et au nord-ouest, par Suchovršice au nord, par Batňovice au nord-est, par Rtyně v Podkrkonoší à l'est, par Havlovice, Libňatov et Maršov u Úpice au sud, et par Hajnice au sud-ouest.

## Histoire
La première mention écrite de la localité date de 1415.

## Administration
La commune est divisée en deux sections :
- Radeč
- Úpice

## Galerie

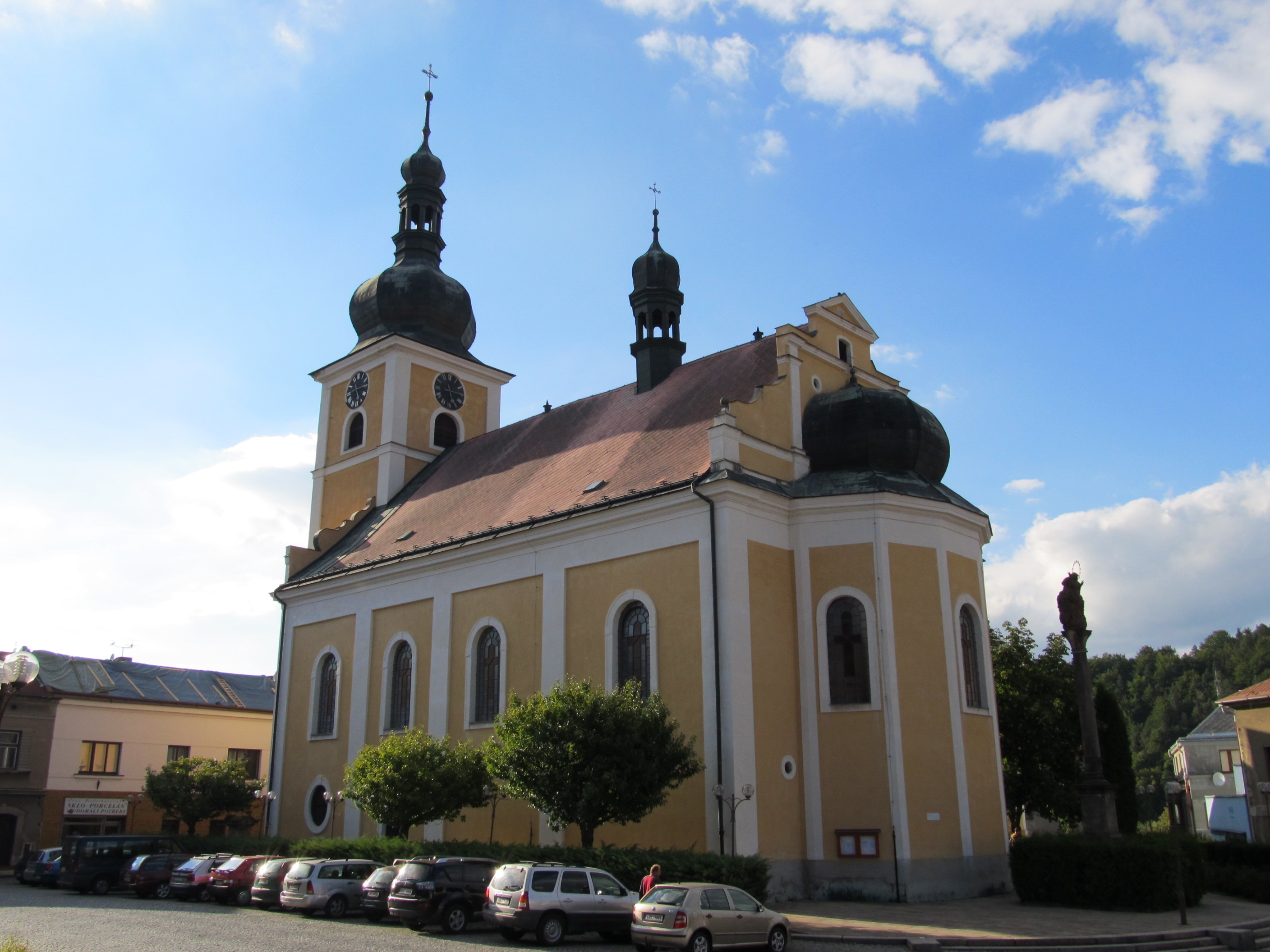
Église Saint-Jacques-le-Majeur.
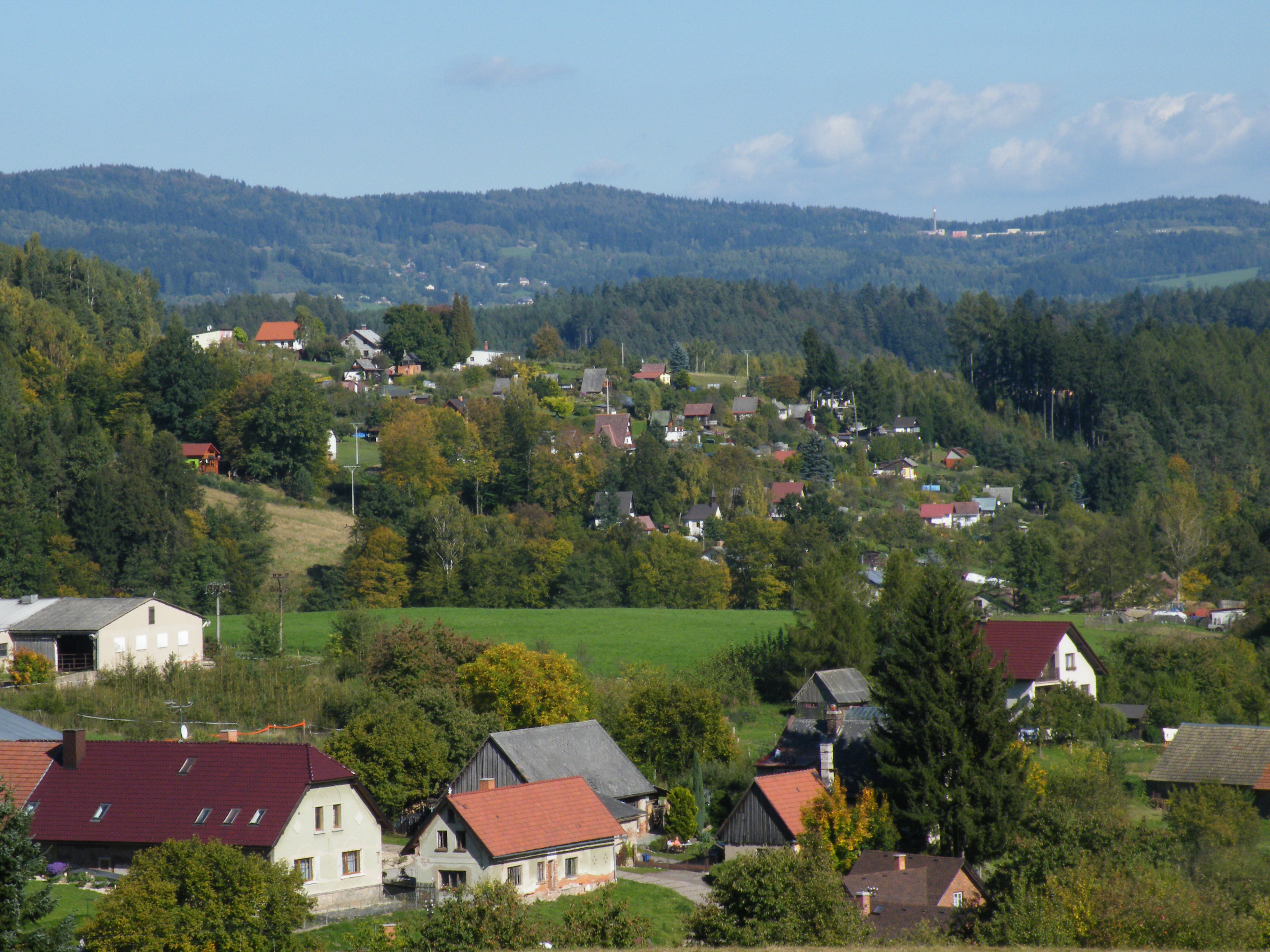
Village de Radeč.

## Transports
Par la route, Úpice se trouve à 12 km de Trutnov, à 49 km de Hradec Králové et à 152 km de Prague.